# WHQL
WHQL или WHQL-тестирование (Windows Hardware Quality Lab) — система тестирования, сертифицированная компанией Microsoft. Серия тестов выполняется на стороннем оборудовании и/или программном обеспечении с последующей отправкой файлов журнала этих тестов в Microsoft для проверки. Процедура также может включать в себя выполнение Microsoft собственных тестов на широком спектре оборудования и различных редакций Windows.
Продукты, прошедшие тесты WHQL, получают логотип «Сертифицировано для Windows» или «Разработано для Windows», который свидетельствует о том, что оборудование или программное обеспечение прошли определённое тестирование на совместимость с указанной операционной системой. Это увеличило продажи за счёт уверенности в том, что устройство и программное обеспечение совместимы между собой.
Для драйверов устройств, прошедших тесты WHQL, Microsoft создаёт файл сертификации с цифровой подписью, который при включении в пакет установки предотвращает отображение предупреждающего сообщения о том, что драйвер не сертифицирован Microsoft. Компания может самостоятельно подписать свои драйверы и не проходить процесс тестирования WHQL. Такие драйверы будут устанавливаться в 64-разрядных версиях Windows без предупреждения, а также в 32-разрядных версиях Windows Vista или Windows 7. В Windows XP такое предупреждение будет отображено обязательно.
Прошедшие WHQL-тестирование драйверы компания Microsoft включила в Upgrade Advisor (ранее HCL для XP), а также сделала его доступным в рамках Windows Update.
На 2014 год Microsoft не требует платы за WHQL-тестирование, которая раньше составляла 250 долларов США за семейство как 32-разрядных (x86), так и 64-разрядных (x64) версий операционных систем. Но у компании-разработчика могут быть другие расходы, такие как лицензия на Windows Server 2008 x64, необходимая для выполнения тестов WHQL, и сертификат VeriSign, необходимый для представления результатов тестирования.
Иногда возникает конфликт, каким тестам должен соответствовать драйвер. Это происходит с устройствами, интерфейсы которых регламентированы промышленными стандартами, которые используются гораздо шире, чем платформа ПК и для которых Microsoft не предоставляет драйверов. Например, нет наушников Bluetooth, сертифицированных по методике WHQL.